# At the Brewhouse
At the Brewhouse ist ein Jazzalbum von Kenny Drew senior. Die am 22. Juli 1992 (nach anderen Quellen am 22. März) im The Brewhouse Theatre in Taunton entstandenen Aufnahmen erschienen 1992 auf Storyville Records, 2007 in Japan bei M&I Company Ltd.

## Hintergrund
In den letzten Jahren seines Lebens – Kenny Drew starb im August 1993 im Alter von 64 Jahren in Kopenhagen – trat der Pianist oft im Trioformat auf, meist mit dem Bassisten Niels-Henning Ørsted Pedersen und dem Schlagzeuger Alvin Queen. Nach einer Japantournee (Standards Request Live at the Keystone Korner Tokyo) und Auftritten in Zabreb (mit den Gastsolisten Boško Petrović bzw. Scott Hamilton) entstand 1992 der Mitschnitt At the Brewery bei einem Clubkonzert im Südwesten Englands. Die in Taunton aufgeführte Musik besteht aus sieben Jazzstandards, darunter das Traditional „Hush-a-Bye (Ma Baby)“, die seit langem die Favoriten der Bandmitglieder waren. Niels-Henning Ørsted Pedersen sagte später, es war das letzte Mal gewesen, „dass ich mit Kenny gespielt habe, als er wirklich in Bestform war.“

## Titelliste

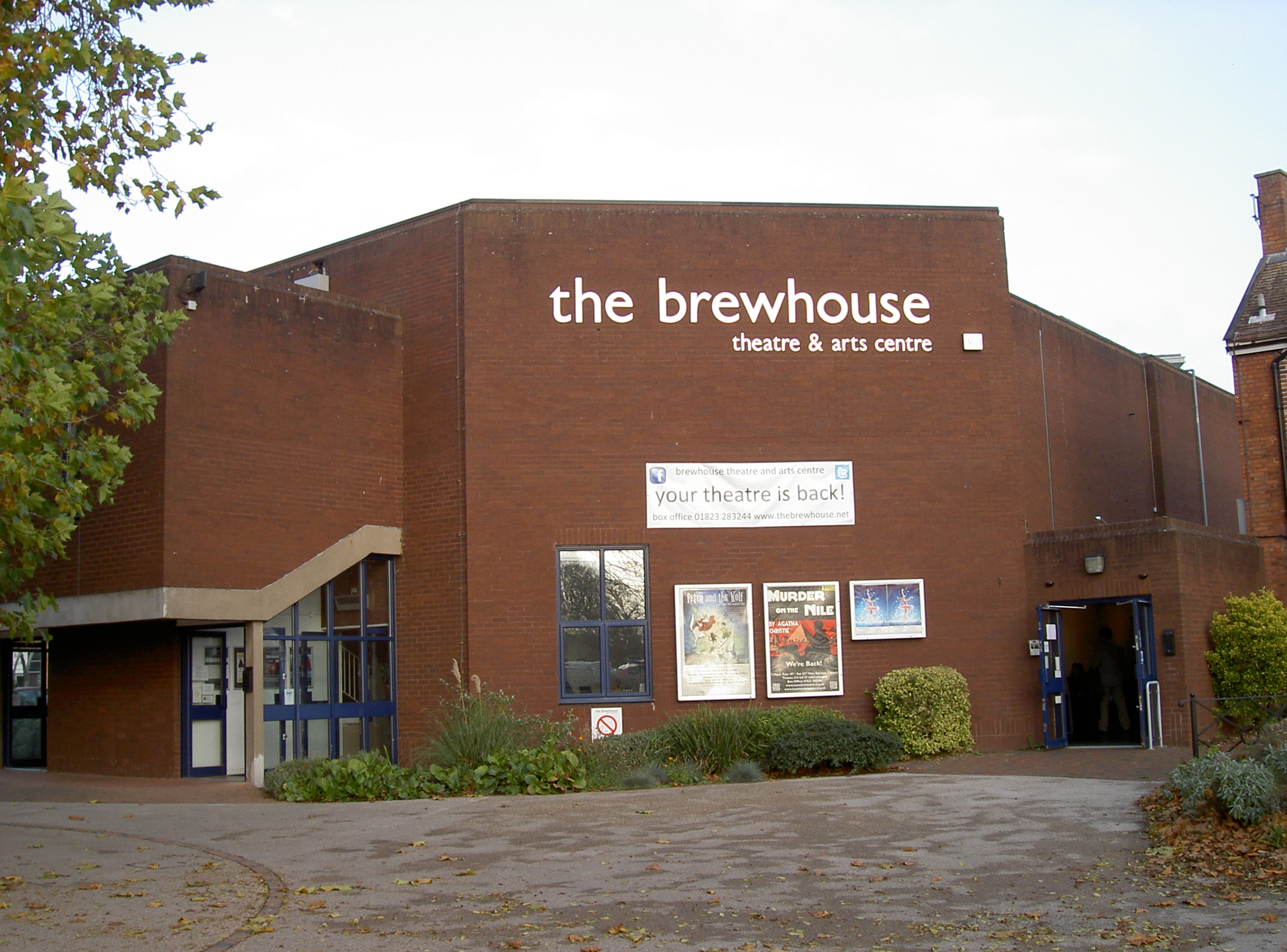
Das Brewhouse Theatre in Taunton, Somerset

- Kenny Drew Trio: At the Brewhouse (Storyville Records STCD 8318)[3]

1. In Your Own Sweet Way (Dave Brubeck) 11:42
2. It Might as Well Be Spring (Richard Rodgers) 11:04
3. Hush-a-Bye (Traditional) 13:51
4. Bluesology (Milt Jackson) 7:52
5. It Could Happen to You (Jimmy Van Heusen, Johnny Burke) 8:01
6. You Don’t Know What Love Is (Gene De Paul, Don Raye) 6:52
7. All Blues (Miles Davis) 13:45

## Rezeption
Der Jazzkritiker Mike Hennessey meinte, dass dies „eine der vitalsten, anregendsten und unbefangensten Aufnahmen des Kenny Drew Trios“ sei.
Ken Dryden verlieh dem Album in Allmusic viereinhalb Sterne und schrieb, dieser exzellente Trio-Mitschnitt mit dem hervorragenden dänischen Bassisten Niels Pedersen und dem anspruchsvollen Schlagzeuger Alvin Queen würde Kenny Drew, ein Jahr vor seinem Tod, von seiner besten Seite zeigen. Pedersens dröhnende Basslinien und Queens knackige Perkussion lieferten den perfekten Treibstoff für Drews treibende Interpretationen des Materials.
Nach Ansicht von Jerry D’Souza, der das Album in All About Jazz rezensierte, hatte Kenny Drew ein wunderbares Gespür für Harmonie, Phrasierung und Timing am Klavier. Ob er bei einer Note verweilte oder sie in einem Hauch vorbeiziehen ließ, der Eindruck sei köstlich gewesen. Sein Anschlag war magisch. Drews frühe Einflüsse seien Fats Waller, Art Tatum und Teddy Wilson gewesen, die er alle in sein Spiel einfließen ließ, selbst als er fortfuhr, ein eigenes Vokabular zu entwickeln. Bassist Ørsted Pedersen und Schlagzeuger Alvin Queen würden über ein souveränes, ganzheitliches Einfühlungsvermögen verfügen, sich gegenseitig von den Impulsen nähren und der starken Auswahl an Standards eine lebendige und beachtliche Präsenz verleihen.
Richard Cook und Brian Morton verliehen dem Album dreieinhalb Sterne und schrieben in 2003 in der sechsten Auflage des Penguin Guide to Jazz, Drew spiele immer noch mit meisterhafter Ruhe und jugendlicher Energie. Der Höhepunkt des Mitschnitts, „You Don’t Know What Love Is“ und „All Blues“, würde ein Trio auf dem Gipfel seiner Kraft zeigen. Dies war ein unerwartetes Drama gegen Ende einer langen und würdevollen Karriere.

## Editorische Notiz
Zum Teil abweichend in den aufgenommenen Stücken erschien 1999 bei Idem Home Video auch ein 52 Minuten langer gleichnamiger Bildträger von dem Konzert im Brewhouse Theatre von Taunton; das Video enthält die Stücke „My Shining Hour“, „You Don't Know What Love Is“, „Oleo“, „Bluesology“, „In Your Own Sweet Way“, „All Blues“ und „Blues in the Closet“.